# دورة نسبة نظائر الأكسجين
دورات نسبة نظائر الأكسجين (بالإنجليزية: Oxygen isotope ratio cycle)‏،هي تغيرات دورية في نسبة وفرة الأكسجين بكتلة ذرية 18 إلى وفرة الأكسجين بكتلة ذرية 16 والموجودة في بعض المواد، مثل الجليد القطبي أو الكالسيت في عينات قلب المحيط، المقاسة بتجزئة النظائر. ترتبط النسبة درجة حرارة المحيطات القديمة والتي تعكس بدورها المناخ القديم. تعكس الدورات في النسبة التغيرات المناخية في تاريخ الأرض الجيولوجي.